# Зуев, Алексей Геннадьевич
Алексей Геннадьевич Зуев (Пустой шаблон {{ВД-Преамбула}} ) — советский и российский хоккеист, нападающий.

## Биография
Воспитанник казанского хоккея. Играл за команды «Итиль» и «Тан» (обе — 1991/92 — 1993/94), «Нефтяник» Альметьевск (1991/92, 1993/94, 2000/01), «Прогресс» Глазов (1994/95), ЦСК ВВС Самара (1994/95 — 1998/99), ЦСК ВВС-2 (1997/98 — 1999/2000), «Нефтяник» Лениногорск (1999/2000), «Газовик» Тюмень (2001/02), «Спутник» Нижний Тагил (2002/03 — 2004/05), «Металлург» Серов, «Энергия» Кемерово и «Ариада» Волжск (все — 2005/06).